# Diecezja Ambatondrazaka
Diecezja Ambatondrazaka (łac. Diœcesis Ambatondrazakaënsis) – diecezja rzymskokatolicka na Madagaskarze, z siedzibą w Ambatondrazace, sufragania metropolii Toamasina. Powstała 24 maja 1959.

## Główne świątynie
- Katedra: Katedra Świętej Trójcy w Ambatondrazace

## Biskupi diecezjalni
- bp François Vòllaro OSsT (1959–1993)
- bp Antoine Scopelliti OSsT (1993–2015)
- bp Jean de Dieu Raoelison (2015–2023)
- Orthasie Marcellin Herivonjilalaina (nominat) (od 2024)